# Insel der zornigen Götter
Insel der zornigen Götter (engl. Originaltitel: Bird of Paradise) ist ein US-amerikanischer romantischer Abenteuerfilm des Regisseurs Delmer Daves aus dem Jahr 1951. Der Film wurde auf Hawaii am Kalapana Hilo gedreht. Er ist eine Neuverfilmung des 1932 entstandenen Films Luana.

## Handlung
Andre Laurence führt eine Reise zu einer polynesischen Insel, von der sein College-Mitbewohner Tenga stammt. Er lernt dort das Leben der Eingeborenen zu schätzen und heiratet schließlich die Schwester seines Freundes, Kalua. Nach einem Vulkanausbruch entscheidet der Schamane des Stammes, Kahuna, dass der Vulkan nur mit dem Opfer Kalua besänftigt werden kann. Zunächst werden Lawrence und Kalua gerettet. Die junge Frau entschließt sich letztendlich aber dafür, sich freiwillig zu opfern und ihren Stamm zu retten.

## Uraufführungen
- Deutschland: 5. Oktober 1951

## Kritik
Nach der Veröffentlichung des Films wurde dieser vom Filmkritiker der New York Times, Bosley Crowther, als Mischmasch aus Südseeromantik und Zerrbild von hohem Priestertum und niedriger Clownerie verrissen.

„Träge dahinfließende Südseeromantik in einem einfältigen exotischen Melodram. (Remake von ‚Bird of Paradise‘, USA 1932, Regie: King Vidor. Mit Dolores del Rio, Joel McCrea)".“